# 胜纳哈儿
胜纳哈儿（?—?），又作胜纳合儿、胜剌哈，元朝宗室，成吉思汗同母三弟弟合赤温的曾孙，按赤台之孙，忽剌忽儿（忽剌忽）之子。
1260年，和东道诸王一起拥立忽必烈为汗，因功受到厚赐，得银五千两、文帛各三百匹。嗣位济南王。至元二十年（1283年），设王府官，从北安王那木罕镇守漠北。至元二十四年（1287年），乃颜反元世祖，他与之通谋，想要执拿诸将发难。事发，被召入朝中，夺去王爵，收缴“皇侄贵宗之宝”印，罢济南王府署官。